# إنترسكوب للاتصالات
|  | انتبه: أُنشئت هذه الصفحة نتيجة لترجمة جزئية أو كلية للصفحة الأصيلة «Interscope Communications» في ويكيبيديا اللغة الإنجليزية تحت رخصة جنو للوثائق الحرة. وقد تكون الترجمة غير دقيقة أو ناقصة. |

كانت إنترسكوب للاتصالات (بالإنجليزية: Interscope Communications)‏ (المعروفة أيضًا باسم إنترسكوب الصور) شركة إنتاج سينمائي تأسست عام 1982 على يد تيد فيلد، الذي كان يهدف إلى إنتاج أفلام ذات جاذبية جماهيرية، وسرعان ما أصبحت الشركة جزءًا من إنترسكوب ريكوردز التي تأسست عام 1990 كمشروع مشترك مع سجلات الأطلسي.

## لمحة تاريخية
عمل فيلد كمنتج وكمنتج منفذ في عدد من الأفلام في تصوير إنترسكوب السينمائي. صدر أول فيلم للشركة، الانتقام من المهووسين، في عام 1984 وحقق الفيلم نجاحا باهرا في شباك التذاكر. وفي نفس العام، انضم روبرت دبليو كورت، المدير التنفيذي السابق لشركة كولومبيا بيكتشرز وشركة توينتيث سينشوري ستوديوز، إلى إنترسكوب كوميونيكيشنز وأصبح رئيسًا للشركة، كما شارك في إنتاج عدد من الأفلام. وفي 13 نوفمبر 1984، وقعت الشركة على اتفاقية مع استوديوهات والت ديزني لمدة عامين، لتصبح أول مورد مستقل للشركة داخل الاستوديو بعد عدة سنوات من العمل باتفاقية مع توينتيث سينشوري ستوديوز لكي تقوم إنترسكوب بتمويل الأفلام للاستوديو.

## الأفلام
أنتجت إنترسكوب كوميونيكيشنز 56 فيلما، وكان من بين هذه الأفلام 14 فيلما وزعت مباشرة كأشرطة فيديو أو كأفلام مخصصة للتلفزيون. في الوقت الحالي، جميع الأفلام التي أنتجتها إنترسكوب ل أوريون بيكشرز، ومجموعة دي لورانتي للترفيه بين عامي 1989 و1991، وكذلك بولي جرام صور الترفيه وجرامرسي بيكتشرز قبل 31 مارس 1996، مملوكة مترو غولدوين ماير، التي حصلت على الاستوديوهات في معاملات منفصلة. الأفلام المنتجة ل بولي جرام أو غراميرسي بعد 1 أبريل 1996 قد آلت حقوق ملكيتها إلى استوديوهات يونيفرسال. لاحظ أن الموزع أو الموزع في جميع الحالات هم أيضا منتجون مشاركون. يعكس عمود شباك التذاكر إجمالي عدد الأفلام في جميع أنحاء العالم للإصدار المسرحي للأفلام دولار الولايات المتحدة. ويوضح الجدول التالي قائمة الأفلام التي أنتجتها شركة إنترسكوب كوميونيكيشنز:
| تاريخ العرض    | اسم الفيلم                              | المخرج        | الموزع                  | الإيرادات                |
| -------------- | --------------------------------------- | ------------- | ----------------------- | ------------------------ |
| 20 يوليو 1984  | انتقام المهووسين                        | جيف كانيو     | توينتيث سينشوري ستوديوز | 40,874,452 دولار أمريكي  |
| 15 فبراير 1985 | تركي 182                                | بوب كلارك     | توينتيث سينشوري ستوديوز | 3,594,997 دولار أمريكي   |
| 16 يناير 1987  | حالة حرجة                               | مايكل أبتيد   | باراماونت بيكتشرز       | 20,240,752 دولار أمريكي  |
| 30 يناير 1987  | ثروة فاحشة                              | آرثر هيلر     | توتشستون بيكشرز         | 52,864,741 دولار أمريكي  |
| 10 يوليو 1987  | انتقام المهووسين 2 (المهووسون في الجنة) | جو روث        | توينتيث سينشوري ستوديوز | 30,063,289 دولار أمريكي  |
| 25 نوفمبر 1987 | ثلاثة رجال وطفل                         | ليونارد نيموي | توتشستون بيكشرز         | 167,780,960 دولار أمريكي |
| 1 أبريل 1988   | العلامة السابعة                         | كارل شولتس    | تري ستار بيكتشرز        | 18,875,011 دولار أمريكي  |

## روابط خارجية
- إنترسكوب للاتصالات على موقع IMDb (الإنجليزية)